# Elvetham Hall
Elvetham Hall est un hôtel dans le Hampshire, en Angleterre, dans la paroisse de Hartley Wintney à environ 3 km au nord-ouest de Fleet. Le bâtiment est une maison de campagne anglaise de style néo-gothique de l'époque victorienne et un bâtiment classé Grade II* dans un parc paysager classé Grade II.

## Architecture
La maison est construite en 1859-1862 pour Frederick Gough (4e baron Calthorpe)  par Samuel Sanders Teulon, connu pour sa maçonnerie polychrome. Elle est construite en briques rouges et pierre de taille, avec bandeaux et décoration en briques noires. Il s'agit d'une conception ornée avec des toits en croupe et en mansarde avec des pignons et des lucarnes, de hautes cheminées en briques et une façade d'entrée dominée par une haute tour. L'intérieur est remarquable pour ses cheminées.
La maison a une porte cochère qui est ajoutée en 1901 et une salle à manger ajoutée en 1911. Les deux sont conçus "trompeusement" pour correspondre à la maison d'origine .
Les historiens de l'architecture Nikolaus Pevsner et David Lloyd appellent Elvetham Hall "Une grande maison de [Teulon], mais personne ne ferait l'éloge de sa beauté".  Un autre historien de l'architecture, Mark Girouard, l'appelle "le plus sacré ou le plus impie des zèbres, étant non seulement rayé, mais aussi en zigzag et recouvert de briques et d'ardoises de différentes couleurs... comme une énorme gelée multicolore " .

## Domaine
Le domaine d'Elvetham est créé par Sir William Sturmy en 1403 après avoir hérité des possessions de son oncle Sir Henry Sturmy en 1381. Il y meurt en 1427 et le domaine, ainsi que son siège principal à Wulfhall dans le Wiltshire, passe à son gendre John Seymour. Il est transmis à la famille Seymour, qui reçoit la visite d'Élisabeth Ire, qui plante un chêne qui se dresse toujours dans le parc.
Le domaine passe à la famille Calthorpe au milieu du XVIIe siècle. Le manoir d'origine brûle en 1840 .

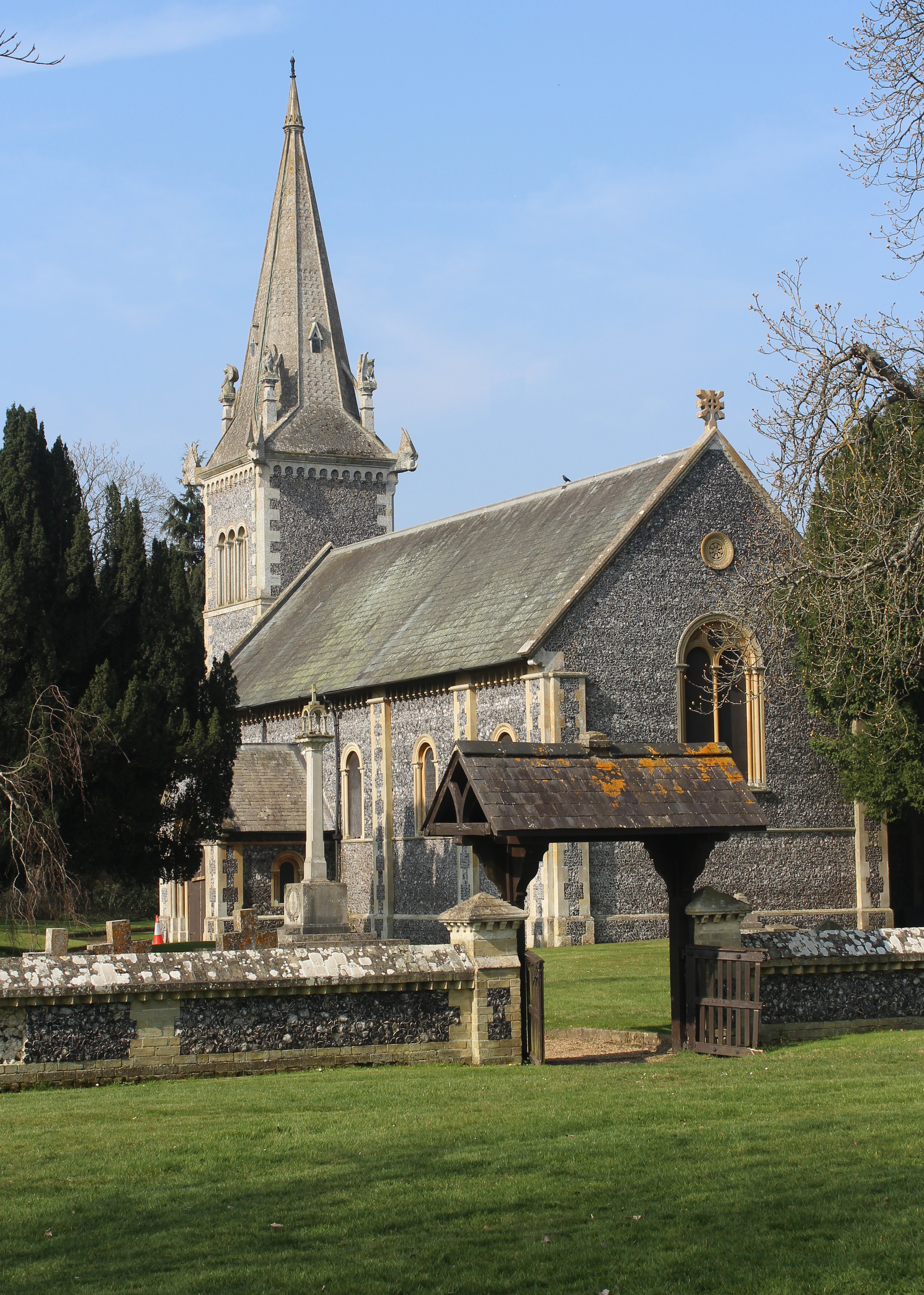
Église St Mary dans le parc d'Elvetham Hall

Une église paroissiale de l'Église d'Angleterre est construite sur le domaine en 1840-1841. Il est de style néo-normand et paré de silex. Elle a une flèche en broche qui a peut-être été ajoutée par Teulon. L'église est à l'est de la maison actuelle. Il n'est plus utilisé pour le culte.
Frederick Gough, 4e baron Calthorpe hérite du domaine en 1851 et fait construire la maison actuelle en 1859-1862. Il y meurt en 1868, après quoi le domaine et la maison passent à leur tour à ses fils Frederick Gough-Calthorpe (5e baron Calthorpe) et Augustus Gough-Calthorpe (6e baron Calthorpe). Ce dernier établit en 1900 ce qui est devenu un troupeau réputé de bovins à cornes courtes. Ses moutons Southdown et ses cochons Berkshire sont également célèbres.
En 1953, le manoir et les jardins sont vendus à ICI, puis à Lansing Bagnall de Basingstoke. Les jardins sont restaurés en 1962 avec l'aménagement d'un terrain de croquet et de courts de tennis. La maison est gérée comme centre de conférence dans les années 1960, mais est maintenant un hôtel .